# 기아나 고지

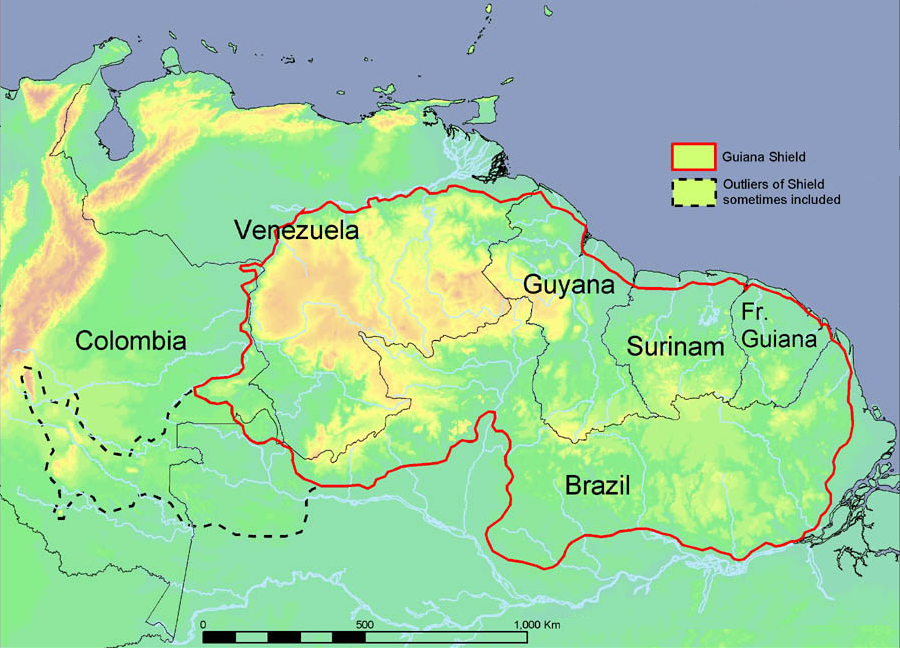
기아나 고지의 위치

기아나 고지(스페인어: Escudo guayanés, 포르투갈어: Planalto das Guianas, 프랑스어: Plateau des Guyanes)는 남아메리카의 북부, 오리노코강, 아마존, 그리고 아마존강 지류의 하나 네그루강에 둘러싸여 한 지역에 존재하는 콜롬비아, 베네수엘라, 가이아나, 수리남, 프랑스령 기아나, 브라질 6개국과 지역에 걸쳐 높은 지역이다. 기아나 고원의 중심부에 있는 카나이마 국립공원은 면적 약 3만 평방 킬로미터이다.